# Wolseley Eighteen
Der Wolseley Eighteen war ein PKW der oberen Mittelklasse, den Wolseleys 1935 herausbrachte. Im selben Jahr wurde es wieder eingestellt und erschien mit etwas vergrößertem Motor 1938 wieder als  Wolseley 18/80. Dieser Wagen hieß ab 1939 wieder Eighteen und wurde bis 1948 weiter angeboten.

## Eighteen (1935)
Der erste Eighteen oder 18 hp war ein Wagen mit größerem Sechszylindermotor, der dem  Wolseley Fourteen zur Seite gestellt wurde.
Er hatte einen Sechszylinder-Reihenmotor mit 2299 cm³ Hubraum und oben liegenden Ventilen (ohv). Der Wagen wurde auf einem Fahrgestell mit 2794 mm Radstand geliefert. Die Limousine erreichte eine Höchstgeschwindigkeit von 111 km/h.
Noch im selben Jahr wurde die Fertigung wieder eingestellt.

## 18/80 und Eighteen (1938–1948)
1938 erschien nach zwei Jahren Pause wieder ein größerer Sechszylinder mit der Bezeichnung 18/80.
Sein Motor entsprach dem des ersten Eighteen, der Hub war jedoch um einen mm größer, sodass sich ein Hubraum von 2322 cm³ ergab. Der Radstand des neuen Modells war mit 2692 mm aber kürzer. Der neue Wagen erreichte eine Höchstgeschwindigkeit von 128 km/h.
Im Folgejahr wurde das Modell wieder in Eighteen umbenannt. Das nochmals verkürzte Fahrgestell und die Limousinenkarosserie entsprachen dem zeitgenössischen, aber schwächeren Fourteen. Die Leistung des unveränderten Sechszylindermotors wurde mit 85 bhp (62,5 kW) bei 4000/min. angegeben, die Höchstgeschwindigkeit des Wagens mit 123 km/h.
In dieser Form wurden die Wagen bis 1948 angeboten und dann durch den etwas kleineren 6/80 ersetzt.